# Charlie's Angels
Charlie's Angels è una serie televisiva prodotta da Aaron Spelling e Leonard Goldberg, andata in onda dal 1976 al 1981 sul canale statunitense ABC; ne sono stati trasmessi 115 episodi, preceduti da un film pilota andato in onda sei mesi prima dell'inizio effettivo della serie (21 marzo 1976).
I tre "angeli" della prima stagione sono Sabrina Duncan (interpretata da Kate Jackson), Jill Munroe (Farrah Fawcett) e Kelly Garrett (Jaclyn Smith); nelle stagioni successive, con l'abbandono di Farrah Fawcett alla fine della prima stagione e di Kate Jackson alla fine della terza, i loro personaggi furono sostituiti da Kris Munroe (la sorella di Jill, interpretata da Cheryl Ladd), e Tiffany Welles (Shelley Hack), presente solo nella quarta stagione e poi sostituita da Julie Rogers (Tanya Roberts), nell'ultima stagione; Farrah Fawcett ricomparve in qualche episodio della terza e quarta stagione, ma solo come ospite speciale (guest star).
Jaclyn Smith fu l'unica attrice a recitare in tutte le stagioni della serie insieme a David Doyle, interprete del personaggio di John Bosley, assistente di Charlie e tramite tra lui e gli angeli.

## Trama
(Charlie Townsend)
Gli episodi sono incentrati sull'attività di un'agenzia di investigazioni private, la Charles Townsend Investigations, per la quale lavorano tre giovani donne aiutate da un assistente. Il capo, Charlie Townsend, non compare mai in volto (in alcuni episodi se ne intravedono da dietro la testa e le braccia) e contatta gli angeli solo per telefono attraverso un amplificatore telefonico posto nell'ufficio. Nell'edizione originale la voce di Charlie è di John Forsythe.

## Episodi
| Stagione         | Episodi | Prima TV originale | Prima TV Italia |
| ---------------- | ------- | ------------------ | --------------- |
| Prima stagione   | 22+1    | 1976-1977          | 1979-1980       |
| Seconda stagione | 26      | 1977-1978          | 1980-1981       |
| Terza stagione   | 24      | 1978-1979          | 1980-1982       |
| Quarta stagione  | 26      | 1979-1980          | 1982            |
| Quinta stagione  | 17      | 1980-1981          | 1983            |

## Personaggi e interpreti

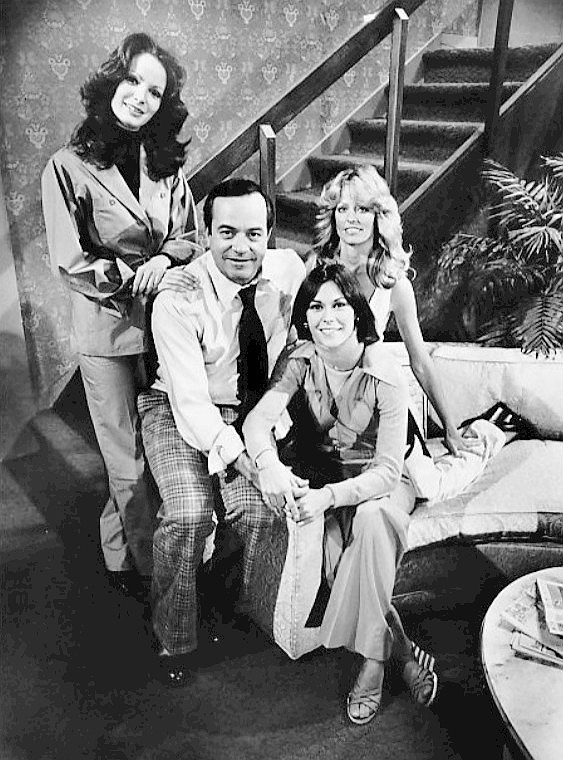
Il cast nella prima serie: Jacklyn Smith, David Doyle, Kate Jackson e Farrah Fawcett.

- Sabrina Duncan (stagioni 1-3), interpretata da Kate Jackson.
- Kelly Garrett (stagioni 1-5), interpretata da Jaclyn Smith.
- Jill Munroe (stagione 1, guest stagioni 3-4), interpretata da Farrah Fawcett.
- Kris Munroe (stagioni 2-5), interpretata da Cheryl Ladd.
- Tiffany Welles (stagione 4), interpretata da Shelley Hack.
- Julie Rogers (stagione 5), interpretata da Tanya Roberts.
- John Bosley (stagioni 1-5), interpretato da David Doyle.
- Charlie Townsend (stagioni 1-5), con la voce di John Forsythe.

### Guest star
Durante le cinque stagioni molte celebrità accettarono di partecipare alla serie. Alcune di loro erano veri e propri divi di Hollywood, altre lo sarebbero diventate presto; fra queste, solo due interpretarono sé stesse: Don Ho (Angeli in paradiso) e Sammy Davis Jr. (Il rapimento di Sammy Davis Jr.). Pur non essendo una stella di Hollywood, anche il pilota di Formula 1 Jackie Stewart ha interpretato sé stesso (L'angelo torna a casa). Gli altri interpreti che meritano una menzione sono:
- John Agar (Angeli in catene)
- Richard Anderson (Angeli a Waikiki)
- René Auberjonois (La seduta)
- Jim Backus (Angeli sul ghiaccio)
- Gene Barry (Angeli dietro le quinte)
- Kim Basinger (Angeli in catene)
- Ed Begley Jr. (Angeli sui pattini)
- Dirk Benedict (Angeli blu, Angeli all'asta)
- Sonny Bono (Angeli al ballo)
- Horst Buchholz (L'angelo torna a casa)
- Joanna Cassidy (Angeli al ballo)
- Kim Cattrall (Angeli alle nozze)
- Stephen Collins (L'angelo torna a casa)
- Scatman Crothers (Angeli a Las Vegas)
- Jamie Lee Curtis (Golf per gli angeli)
- Patti D'Arbanville (Angeli degli abissi)
- Timothy Dalton (Angeli in defaillance)
- James Darren (Terrore al circo)
- Patrick Duffy (Due angeli... un amore...)
- Robert Englund (Un angelo per Harrigan)
- Norman Fell (Angeli in paradiso)
- Frank Gorshin (Angeli in mare)
- Bo Hopkins (Gli angeli)
- Tab Hunter (Angeli e demoni)
- L.Q. Jones (Centro!, Angeli in difesa)
- Tommy Lee Jones (Gli angeli)
- Stanley Kamel (Angelo inesploso)
- Zalman King (Angeli in discoteca)
- Sally Kirkland (Angelo in gabbia, Angeli in taxi)
- Fernando Lamas (Trappola per gli angeli)
- Christopher Lee (Angeli alle Hawaii)
- Robert Loggia (Gli omicidi, I ragazzi di Toni)
- Ida Lupino (Mi ricorderanno)
- Dean Martin (Angeli a Las Vegas)
- Mercedes McCambridge (Angeli a primavera)
- Ray Milland (Due angeli... un amore...)
- Vic Morrow (Angeli a Las Vegas, Angeli alle Hawaii)
- Diana Muldaur (Gli angeli)
- Richard Mulligan (Lo strangolatore)
- Nichelle Nichols (Angelo volante non identificato)
- France Nuyen (Angeli in paradiso)
- Hugh O'Brian (Lady Killer)
- Stacy Peralta (Il principe e l'angelo)
- Dack Rambo (Angeli alle Hawaii)
- Cesar Romero (Angeli al ballo)
- Dick Sargent (Angeli a rotelle, Angeli a Las Vegas, Gli angeli sulla nave dell'amore)
- Tom Selleck (Gli omicidi)
- Barbara Stanwyck (I ragazzi di Toni)
- Marilù Tolo (Angeli in defaillance)
- Jane Wyman (Angeli alle Hawaii)
- Rossano Brazzi (Angeli sugli sci - parte 1 e 2)

## Produzione
L'idea di Charlie's Angels fu proposta alla ABC nel 1975, ma fu rifiutata dall'allora produttore esecutivo Barry Diller: l'uomo riteneva che tre donne bellissime alle prese con criminali d'ogni specie non fossero credibili e bollò l'idea come «terribile». Solo nel 1976, quando Fred Silverman successe a Diller, essa divenne realtà.
In preproduzione il titolo scelto per Charlie's Angels fu originariamente The Alley Cats (trad. Le gatte randagie) e gli angeli si chiamavano Allison (Al), Lee e Catherine (Cat), ma Kate Jackson — la prima attrice del trio a essere stata scelta, grazie alla sua interpretazione di Jill Danko nella serie tv A tutte le auto della polizia (The Rookies) — suggerì ai produttori di chiamare le ragazze angeli e non gatte. Sempre la Jackson propose agli autori di tenere celata al pubblico l'identità di Charlie e di celarla anche alle tre investigatrici, che venivano istruite sui casi attraverso la voce dell'uomo, proveniente da un amplificatore telefonico. Anche il nome del protagonista venne ridiscusso: all'origine pensato come Harry, fu modificato in Charlie per evitare di intitolare la serie Harry's Angels, eludendo così il rischio d'ingenerare confusione con la serie televisiva Harry O, trasmessa negli stessi anni.
Kate Jackson fu reclutata in un primo momento per il ruolo di Kelly, ma in seguito l'attrice cambiò idea e scelse il ruolo di Sabrina, lasciando l'altro a Jaclyn Smith, l'unica attrice del gruppo a dover sostenere un provino, dato che non aveva esperienze di rilievo nel campo della televisione e della recitazione (la Fawcett, al contrario, aveva già svolto brevi ruoli in alcune situation comedy e girato alcuni filmati pubblicitari, anche se fu scelta soprattutto per merito del suo ruolo di Holly nel film di Michael Anderson, La fuga di Logan).

### Caratteristiche
Serie poliziesca «in cui [...] l'intreccio "giallo" perde valore rispetto ad altri componenti più spettacolari (la violenza espressionistica, le imprese rischiose) o più pruriginose (il sesso)», «Charlie's Angels basa la sua riuscita sull'introduzione di tre ragazze-detective in un genere caratterizzato per lo più da protagonisti maschi e su una messa in scena luminosa e patinata, come si addice alla tv degli anni '70 [...] . Charlie's Angels rimane indicativo di un certo modo di concepire il racconto poliziesco in tv, con una successione di "funzioni" che si ritrova anche in altri molti casi:
1. sigla d'apertura, che presenta le tre ragazze e memorizza la loro provenienza;
2. antefatto che mostra il delitto e spesso anche il colpevole;
3. chiamata delle investigatrici, attraverso la mediazione di Charlie e Bosley (esse non conoscono ovviamente il colpevole, il che permette di innestare un meccanismo di trepidazione);
4. infiltrazione di uno degli angeli tra i criminali, che ne scoprono quasi subito l'identità;
5. situazione di pericolo in cui si trova l'infiltrata (sviluppo della tensione narrativa, giacché lei è in pericolo e non lo sa);
6. trappola che gli angeli tendono al colpevole e che si accompagna quasi sempre al salvataggio della compagna in pericolo ad opera degli altri angeli;
7. spiegazione finale, con battute scherzose fra i protagonisti e un fermo-immagine che ha la funzione d'immobilizzare il tempo e quindi di preparare virtualmente il seguito.

La struttura principale delle storie (salvo rari casi) non è dunque quella del depistaggio del poliziesco classico, ma quella, più tipica del modello d'avventura, dell'esca e della trappola; quest'ultima funziona anche in virtù dell'avvenenza delle tre ragazze, le quali sono tuttavia tenute ben lontane da ogni esplicita implicazione sessuale; la loro è una femminilità del tutto astratta: da angeli, appunto. Tutta la dimensione della serie è fiabesca, con funzioni specificamente definite e rispettate, e con la risposta implicita a uno spettatore che voglia sentirsi raccontare sempre la solita storia».
In un articolo del quotidiano La Stampa del 1980, in cui si analizzarono gli schemi narrativi delle serie televisive americane, Charlie's Angels fu preso ad esempio come la serie più rappresentativa di quelle serie che avevano come base un «codice di comunicazione romantico» (da qui l'associazione tra Charlie e Giove nel titolo dell'articolo). Secondo il massmediolgo Carlo Sartori, autore dell'articolo, «gli eroi [di questi telefilm] possiedono qualità particolari che gli consentono di rendersi conto, prima e più degli altri, della difficoltà dei problemi e creare così piani d'azione efficaci per intervenire sugli eventi. I tre "angeli" di Charlie's Angels sono la materializzazione in gonnella, condita con un pizzico di sesso, di questo tipo di personaggi».

## Distribuzione

### Edizione italiana
In Italia le prime tre stagioni della serie vennero trasmesse dalle emittenti locali affiliate al consorzio televisivo GPE - Telemond a partire dall'11 ottobre 1979, grazie alla collaborazione tra questo e RTI Distribuzione S.p.A. per l'acquisto dei diritti di trasmissione; nel 1982 la neonata Rete 4 — sorta proprio sulle ceneri del circuito — trasmise per la prima volta la quarta stagione, mentre la quinta e ultima stagione andò in onda nella primavera del 1983; in seguito la serie fu replicata su TMC, su Italia 1 e, dal 29 luglio 2019, su Rai 2.

### Home video
Negli Stati Uniti sono stati immessi sul mercato i DVD di tutte le stagioni. In Italia nel 2005 è stato pubblicato un DVD con due episodi della prima stagione, Uccidere un angelo e Lo strangolatore. Le prime due stagioni complete sono state pubblicate il 22 luglio (stagione 1) e il 26 agosto 2008 (stagione 2), mentre la terza stagione è stata pubblicata il 28 aprile 2009.
Il 28 marzo 2018 viene messo in commercio in Italia un cofanetto con tutte le stagioni, comprese le ultime due inedite sul mercato dei video domestici (home video) italiano; il cofanetto contiene 29 dischi.
| Stagione 1 | 22 luglio 2008 |
| Stagione 2 | 26 agosto 2008 |
| Stagione 3 | 28 aprile 2009 |
| Stagione 4 | 28 marzo 2018  |
| Stagione 5 | 28 marzo 2018  |

## Remake
Nel novembre 2009 ABC annunciò che stava considerando un riavvio (reboot) della serie Charlie's Angels. Il rifacimento, che inizialmente venne considerato per la stagione televisiva 2010-2011, avrebbe dovuto essere prodotto dalla Sony Pictures Television; il 25 maggio 2010 ABC annunciò che Charlie's Angels era tra i cinque progetti candidati per l'autunno 2010; gli sceneggiatori Al Gough e Miles Millar erano stati ingaggiati per la scrittura dell'episodio pilota; la produzione del pilota iniziò nel febbraio 2011. L'ambientazione sarebbe stata cambiata da Los Angeles a Miami. Il 13 maggio ABC annunciò di aver ordinato i primi 13 episodi di Charlie's Angels con Robert Wagner nel ruolo di Charlie e Annie Ilonzeh, Minka Kelly e Rachael Taylor nei ruoli rispettivamente degli angeli Kate, Eve e Abby; Kate è il primo angelo afroamericano. Ma, a causa dei deludenti ascolti, la serie fu chiusa nell'ottobre 2011 dopo soli quattro episodi trasmessi su un totale di otto girati.

## Influenza culturale

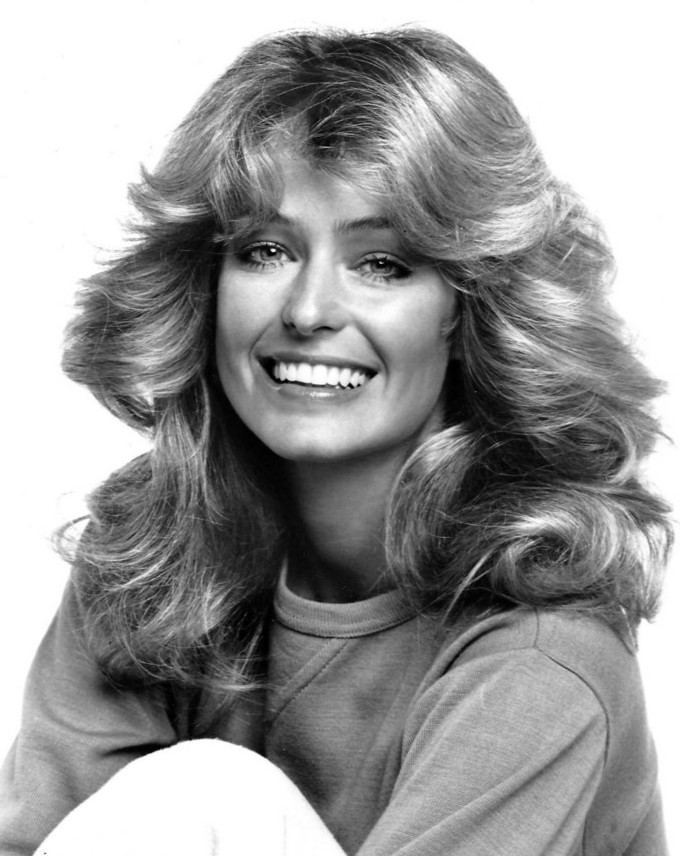
Farrah Fawcett nel ruolo di Jill Munroe

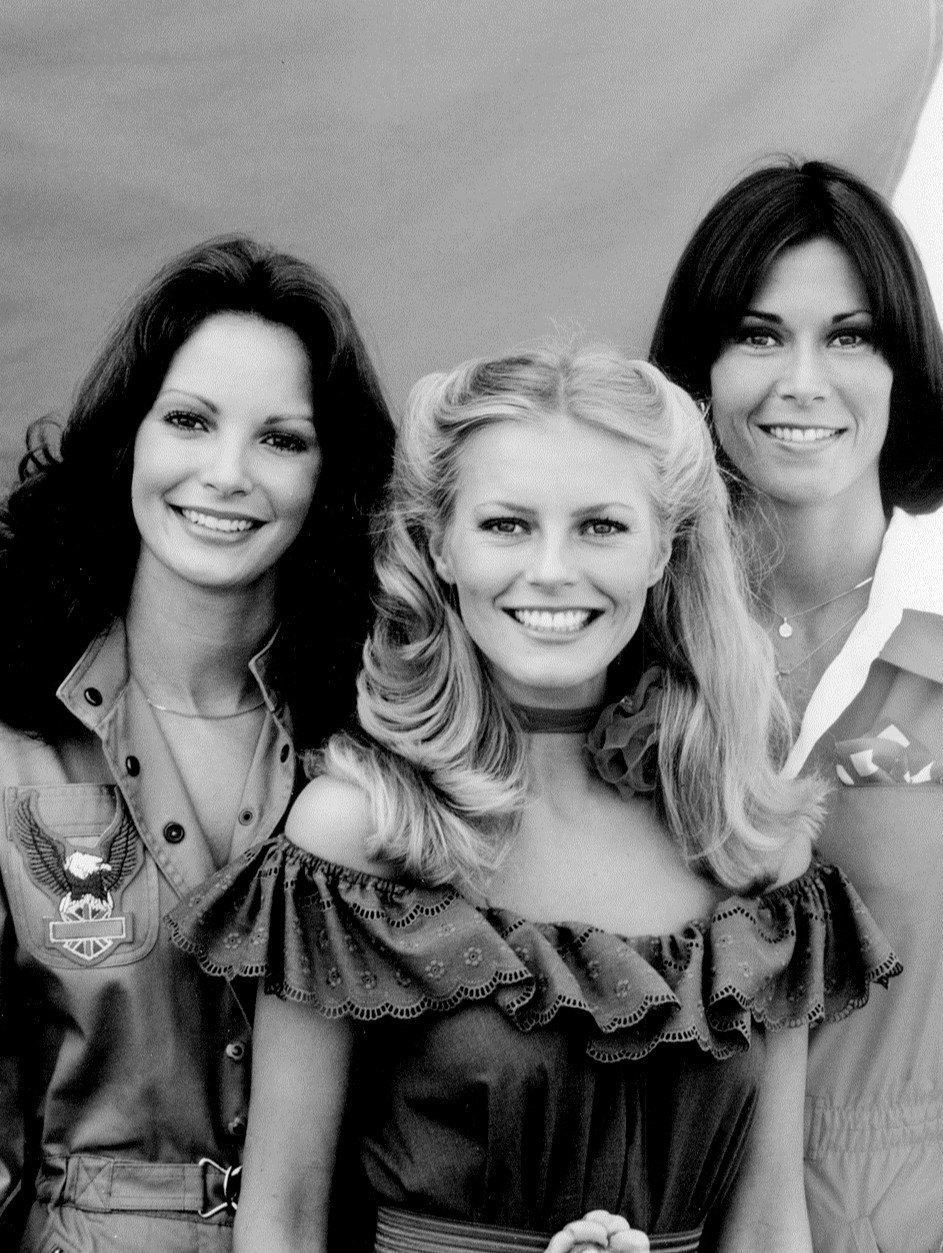
Altre protagoniste - Da sinistra: Jaclyn Smith, Cheryl Ladd, e Kate Jackson.

La prima stagione causò una sorta di isterismo negli ammiratori e una copertura sui media mai vista prima in quegli anni. Il grande successo di pubblico della serie fu confermato dalla copertina di Time, in cui ne venne analizzato l'impatto sulla cultura popolare. Inoltre, un censimento americano dell'epoca mise in evidenza come il nome Charlie fosse più diffuso che negli anni precedenti la messa in onda del telefilm.

### Televisione
- Nel 1998 la Telemundo e la Sony hanno creato una versione in lingua spagnola intitolata Ángeles; i nomi degli angeli sono Adriana, Elena e Gina.
- Nel 2002 il canale tedesco RTL ha trasmesso la prima stagione di Wilde Engel (in Italia Invincibili angeli); questi angeli tedeschi si chiamano Franziska, Lena e Raven (poi sostituite nella seconda stagione da Rebecca, Ida e Aiko).
- Sempre nel 2002 la rete televisiva NBC ha creato la serie She Spies, durata 2 stagioni (dal 2002 al 2004); le protagoniste sono tre criminali condannate (DD, Cassie e Shane), che per poter uscire di prigione devono lavorare sotto copertura.
- Nel 1986 venne realizzato un film diretto da Bruno Corbucci dal titolo Le volpi della notte, episodio pilota d'una serie con Viola Valentino, Fabrizia Carminati e Pamela Prati, ma il progetto non ebbe seguito.
- Il cartone animato francese Totally Spies! - Che magnifiche spie! sembra vagamente ispirato alle Charlie's Angels;[senza fonte] le protagoniste sono tre studentesse, Clover, Alex e Sam, che non devono far sapere a nessuno che sono spie arruolate presso l'Organizzazione mondiale per la protezione umana (WOOHP).
- Nel 1988 Aaron Spelling mise in cantiere una nuova serie, Angels '88 (poi diventato Angels '89, a causa dei ritardi nella produzione); gli angeli erano quattro: Connie Bates, Pam Ryan, Trisha Lawrence e Bernie Colter (rispettivamente interpretate da Claire Yarlett, Sandra Canning, Karen Kopins e Téa Leoni);la serie non è mai stata realizzata[25][26].
- Un omaggio alla serie viene reso nel telefilm Baywatch, nell'episodio della sesta stagione Gli angeli della spiaggia.

## Altri media

### Cinema
- Charlie's Angels (2000, diretto da Joseph McGinty Nichol)[27]
- Charlie's Angels - Più che mai (2003, diretto da Joseph McGinty Nichol)
- Charlie's Angels (2019, diretto e prodotto da Elizabeth Banks)[28][29]: per il film, nel luglio 2018, vennero scelte Kristen Stewart, Naomi Scott e Ella Balinska come la nuova generazione internazionale di angeli, mentre Banks, oltre a riscrivere la sceneggiatura, ha assunto il ruolo di Bosley.[30]